# Thierry Labrousse
Pas d'image ? Cliquez ici

a Compétitions nationales et continentales officielles uniquement.

b Matchs officiels uniquement.
Thierry Labrousse est un joueur international de rugby à XV devenu entraîneur.
Il est né le 4 mai 1970 à Périgueux. Son poste de prédilection était troisième ligne centre. (1,93 m pour 108 kg). 

Il était surnommé Magic grâce à son aisance technique et ses qualités de passeur.
Il a mis un terme à sa carrière de joueur en 2005 et est devenu entraîneur.

## Carrière de joueur

### En club
- 1987-1995 : CA Périgueux[1]
- 1995-1997 : CA Brive[1]
- 1997-2000 : Castres olympique[1]
- 2001-2004 : SU Agen[1]

Le 25 janvier 1997, il joue avec le CA Brive la finale de la coupe d'Europe (première édition avec les clubs anglais) à l'Arms Park de Cardiff face au Leicester Tigers, les Brivistes s'imposent 28 à 9 et deviennent les deuxièmes champions d'Europe de l'histoire après le Stade toulousain en 1996.
Il a disputé 17 matchs en compétitions européennes, dont 4 en coupe d'Europe avec CA Brive et 13 en challenge européen avec Castres olympique (1997-98 et 1999-2000) et SU Agen.

### En équipe nationale
2 sélections en équipe de France 

Il a été également  international junior et A’ 
Il a disputé deux test matchs, le premier le 20 avril 1996 contre l'équipe de Roumanie, et le deuxième contre l'équipe d'Afrique du Sud, le 30 novembre 1996.

### Avec les Barbarians
Le 23 novembre 1996, il joue avec les Barbarians français contre l'Afrique du Sud à Brive. Les Baa-Baas s'imposent 30 à 22.

## Palmarès

### En club
Avec le CA Périgueux
- Championnat de France groupe B :
  - Champion (1) : 1993

Avec le CA Brive
- Championnat de France de première division :
  - Vice-champion (1) : 1996
- Coupe d’Europe :
  - Vainqueur (1) : 1997

Avec le Castres olympique
- Challenge européen :
  - Finaliste (1) : 2000

Avec le SU Agen
- Championnat de France de première division :
  - Vice-champion (1) : 2002

### En équipe nationale
- International junior
- International A’
- Sélections en équipe nationale : 2
- 2 essais, 10 points
- Sélections par année :  2 en 1996

## Carrière d'entraîneur
- CA Périgueux : 2005-2010[1]
- UA Vergt rugby : 2014[4] (division d'honneur, Périgord-Agenais)